# Robert J. Whittaker
Robert James Whittaker ist ein englischer Ökologe und Professor für Biogeographie an der School of Geography and the Environment der Oxford University.

## Leben und Wirken
1980 machte er seinen B.Sc. an der University of Hull, 1982 M.Sc. am University College of North Wales und promovierte schließlich 1985 am University College Cardiff, der späteren Cardiff University. Seine Dissertation trug den Titel Plant community and plant population studies of a successional sequence : Storbreen glacier foreland, Jotunheimen, Norway.
Whittaker war Mitbegründer der International Biogeographic Society und von 2009 bis 2010 ihr Präsident. Seit 2004 ist er Schriftleiter des Journal of Biogeography.

## Publikationen
Bücher:
- R. J. Ladle & R. J. Whittaker (2011): Conservation Biogeography. Wiley-Blackwell, ISBN 978-1-4443-3503-3.
- R. J. Whittaker & J. M. Fernández-Palacios (2007): Island Biogeography: ecology, evolution, and conservation. 2nd edition. Oxford University Press, Oxford, 412 pp., ISBN 978-0-19-856612-0.